# Стрічкарки
Стрічкарки (Catocalinae) — підродина метеликів родини Совки (Noctuidae). Це великі строкаті метелики, що поширені у помірній зоні.

## Опис
На задніх крилах добре розвинена жилка M2 відходить поблизу від M3. У частини видів гомілки середніх ніг, іноді також передніх і задніх, покриті шипами. Розмір від великих і до середніх та дуже дрібних. Забарвлення, особливо задніх крил, часто яскраве, дрібні види зазвичай мають тьмяне забарвлення.

## Спосіб життя
Побачити стрічкарок можна з середини літа і до глибокої осені. Це час їх льоту. Гусениці ж зустрічаються в травні-червні і живуть на клені, в'язі, тополі, вербі. Їх буває зовсім мало і тому відчутної шкоди принести вони не можуть.
Стрічкарки метелики нічні і тому вдень вони літають, тільки якщо їх сполохати. Літають погано і зловити їх зовсім не складно.

## Класифікація

### Триби
- Armadini[en]
- Catocalini
- Erebini[en]
- Tytini

### Родиincertae sedis
- Acanthodelta
- Acanthodica[en]
- Alapadna[en]
- Allotria[en]
- Alophosoma[en]
- Amphiongia[en]
- Anereuthina[en]
- Anisoneura[en]
- Anydrophila[en]
- Argyrostrotis[en]
- Arsacia[en]
- Artena
- Arthisma[en]
- Athyrma[en]
- Attatha[en]
- Attonda[en]
- Axiocteta[en]
- Bamra[en]
- Batracharta[en]
- Blasticorhinus[en]
- Bocula[en]
- Calesia[en]
- Calliodes[en]
- Celiptera[en]
- Chalciope[en]
- Chrysopera[en]
- Coenipeta[en] (Catocalini: Ophiusina[en]?)
- Crioa[en]
- Ctenusa[en]
- Cutina[en]
- Cyligramma[en]
- Dasypodia[en]
- Delgamma[en]
- Dermaleipa[en] (sometimes in Thyas)
- Dinumma[en]
- Donuca[en]
- Dordura[en]
- Doryodes[en]
- Ecphysis[en]
- Egybolis
- Entomogramma[en]
- Ercheia[en]
- Erygia[en]
- Eubolina[en] (Catocalini: Ophiusina?)
- Euclystis[en] (Catocalini: Ophiusina?)
- Euparthenos[en] (Catocalini: Ophiusina?)
- Felinia[en]
- Focillidia[en]
- Gesonia[en]
- Hamodes[en]
- Hexamitoptera[en]
- Homodes[en]
- Hypopyra[en]
- Iontha[en]
- Ischyja[en]
- Lacera[en]
- Loxioda[en]
- Lygniodes[en]
- Matigramma[en] (Catocalini: Ophiusina?)
- Metria[en] (Catocalini: Ophiusina?)
- Mocis[en]
- Niguza[en]
- Ocalaria[en]
- Ommatophora[en]
- Pantydia[en]
- Parallelia[en] (Catocalini: Ophiusina?)
- Phoberia[en]
- Phyllodes[en]
- Platyja[en]
- Plecoptera
- Pseudanthracia[en] (Catocalini: Ophiusina?)
- Pseudoarcte[en]
- Pseudosphetta[en]
- Pterocyclophora[en]
- Ptichodis[en]
- Remigiodes[en]
- Sciatta[en]
- Scolecocampa[en]
- Serrodes[en]
- Speiredonia[en]
- Spiloloma[en]
- Spirama[en]
- Sympis[en]
- Tephriopis[en]
- Thyas[en] (Catocalini: Ophiusina?)
- Trigonodes[en]
- Varicosia[en]
- Zale[en] (Catocalini: Ophiusina?)